# Les Trois Voiles
Les Trois Voiles est une peinture à l'huile sur toile de Joaquín Sorolla de 96,5 x 138 cm. Elle est datée, selon la signature, de 1903 et appartient à un collectionneur anonyme depuis 2008.

## Histoire
La toile a été peinte aux débuts de son étape dite « culminante ». Les Trois Voiles a été peinte sur la Plage de la Malva-Rosa de Valence, durant l'été de 1903, année qui fut l'une des plus prolifiques du peintre. il se sentait lui-même et l'expliquait dans sa correspondance à son ami Pedro Gil Moreno de Mora :

« Je suis très enthousiaste des choses que je vois sur la plage..., tout m'impressionne comme si c'était la première fois que je l'avais vu, et j'en suis content. J'imagine que j'en ferai enfin quelque chose de décent, ça faisait longtemps...; je continue à travailler beaucoup et je t'annonce une lettre avec le détail de ce que je fais... »

Et il ne se trompait pas puisque ce fut durant cet été que, outre Les Trois Voiles, Sorolla peignit des œuvres parmi les plus notables comme Les Pêcheuses valenciennes ou Soleil du soir.
Le tableau fut présenté à l'Exposition universelle de Berlin en 1904 et vendu au banquier allemand Max Steinthal pour 2.500 marks. Il resta dans son bureau pendant plus de trente ans jusqu'à l'arrivée au pouvoir du Troisième Reich qui essaya de confisquer toutes ses possessions, dont ce tableau, en raison de son ascendance juive. Pour l'éviter, Steinthal nomma comme  exécuteur testamentaire son gendre  Friedrich Vollmann, membre non juif de la famille, qui l'emporta à Dresde. Il resta en possession de Vollmann jusqu'en 1950 lorsque les autorités de la République démocratique allemande confisqua tous ses biens. Il dû fuir en Allemagne occidentale.
La toile disparut jusqu'à ce qu'en 2002, en raison d'inondations à Dresde, il fallut évacuer d'urgence les sous-sols de l'ancienne galerie d'art de la ville. Des caisses au nom de Steinthal réapparurent, et dans l'une d'entre-elles le tableau Les Trois Voiles. Après vérifications l’œuvre a été rendue aux héritiers du banquier qui l'ont mise aux enchères chez Sotheby's en novembre de 2004. Il fut emporté pour 2,4 millions d'Euros.
En 2008 l’œuvre sortit à nouveau lors d'une vente aux enchères à New York. Elle fut achetée par un collectionneur anonyme 2,9 millions d'Euros.

## Description et caractéristiques
Le tableau est signé et daté dans le coin inférieur droit : J Sorolla y Bastida / 1903 / Valencia.
La scène est simple, typique du costumbrisme. Trois femmes marchent sur la plage, des pêcheuses qu'avec leurs corbeilles vides accourent vraisemblablement à la rencontre des trois barques aux voiles latines qui remplissent l'horizon et qui rentre de la pêche. Le sujet est spontanée, comme si s'agissait d'une photographie, un instantanée qui semble surprendre l'une des femmes qui regarderait par hasard vers l'appareil de photo. Pourtant, dans cette simple scène, Sorolla réussit saisir et à rendre hommage au dur travail des femmes de cette époque. L'une d'elles porte une créature dans les bras : la toile fait le portrait de plusieurs générations de pêcheuses.
La composition est harmonieuse, équilibrée avec une lumière splendide que Sorolla manie magistralement dans les reflets de l'eau, le blanc des vagues ou les couleurs des robes. Il utilise des coups de pinceau agiles et empâtés.